# Ana Milodanović
Ana Milodanović (Žednik, 18. svibnja 1926. Subotica- 20. srpnja 2011.) je naivna umjetnica u tehnici slame. Autoricom je prve slike od slame. Rodom je bačka Hrvatica. Sestra je slikarica Teze i Đule.

## Životopis
Još prije nego što je utemeljena Likovna kolonija Grupe Šestorice tavankutskog KUD-a Matija Gubec, bila je poznata pletilja kruna i ostalih simbola od slame za proslave Dužijance u Žedniku i Subotici. Učlanila se 1961. posredovanjem Ivana Prćića Gospodara. 
Nadahnuće za djela nalazila je u tradiciji bunjevačkih Hrvata, gdje se plelo slamu u svezi sa žetvenom svečanošću Dužijancom (Dožejancom).
Još ožujka 1962. je izlagala na izložbi slikara amatera u Tavankutu.
Od 14. do 22. veljače 1965. je imala svoju izložbu, gdje je izložila svoje radove zajedno s još nekoliko naivnih umjetnica iz KUD-a Matija Gubec (slikarice naivke Cilika Dulić Kasiba, Kata Rogić, slamarke Marga Stipić, Đula Milodanović, Teza Milodanović) i slikara amatera. Bilo je to u Subotici, a izložba se zvala Amateri i naivci - Tavankut. Zbog velike pozornosti koju su privukle i povoljnih ocjena kritičara i javnosti, slamarke više nisu morale izlagati zajedno sa slikarima, nego su od onda mogle izlagati samostalno. Do danas je djela izložila na preko 100 skupnih izložaba.
Članicom kolonije je bila do 1972., godine kad su bile velike čistke nakon hrvatskog proljeća, kad je brojnim uglednim članovima (kao što su Stipan Šabić, Marko Vuković, Pero Skenderović, Naco Zelić, Ivan Balažević...) onemogućen rad u Društvu. Unatoč tome, djela joj se i izlagalo i poslije toga na izložbama Likovne kolonije. Kao i kolegica Marga Stipić, prva joj je izložba bila ožujka 1962., gdje su izlagali slikari amateri u Tavankutu. S te izložbe joj je poznata slika "Rit" (prvo ime: "Voda i sunce") i njen stariji rad, maketa crkve sv. Marka u Žedniku. Na sljedećoj izložbi joj je bila slika "Sova na đermi". Izlagala je i u tuzemstvu i inozemstvu na preko 100 izložbi.
Općenito je uz Katu Rogić, jednom od ključnih osoba u naivnoj umjetnosti u tehnici slame. Osobito je to došlo do izražaja kad su 1960. godine Ana i sestra joj Teza, na poticaj đurđinskog župnika Lazara Krmpotića, izradile grb preminulog kardinala Stepinca (danas se nalazi u zagrebačkoj katedrali), povodom njegove smrti. Tako se pokazalo na neizmjerne mogućnosti slikarskog stvaranja slamom. Isto se kasnije potvrdilo njenom slikom Močvarom. Desetljeće prije, Ana, njena sestra Teza te Kata Rogić i Marija Ivković Ivandekić su ostvarile značajan opus djela vjerske tematike. Radilo se o vjerskim simbolima koje su isplele za vjerske svečanosti. Brojni su završili u crkvenim i inim institucijama, a neki su došli do Biskupije u Subotici (Pokaznica, 1959., grb biskupa Matiše Zvekanovića, 1961., mitra i štap biskupa Matiše Zvekanovića, 1963., globus s kupolom crkve sv. Petra u Rimu, 1964.) ili čak do Vatikana (Tijara pape Ivana XXIII., iz 1963.). Sama Ana je isplela više od 30 takvih radova: Kalež (1956.), Jaganjac na knjizi (1957.), Sveto Trojstvo (1958.), Pokaznicu (1959.) i dr.
Ana i njene sestre Teza i Đula, Marija Ivković Ivandekić, Kata Rogić i ostale poznate pletilje predmeta od žitne slame (perlica, ornamenata i kruna) za proslave Dužijance te za katedralnu crkvu u Subotici i u mjesnim crkvama (u Đurđinu, Maloj Bosni, Tavankutu, Žedniku i drugim selima) prvo su radile etnografske predmete kao što su dijademe, krune, perlice i vjerski simboli, a poslije su prešle na izradu slika od slame.
O njenom radu i radu kolegica slamarki Marije Ivković Ivandekić, Teze Milodanović, Đule Milodanović Kujundžić i Kate Rogić napisao je kulturni djelatnik bačkih Hrvata Lazar Ivan Krmpotić 2001. godine monografiju Umjetnost u tehnici slame.
Njena slika od slame Momačko kolo je dobila prvu nagradu (zlatnu medalju) na međunarodnoj izložbi u Moskvi 1970. godine.
Protagonistica je dokumentarnog filma Branka Ištvančića Od zrna do slike.
Umrla je 20. srpnja 2011. u Subotici, a pokopana je na žedničkom groblju.

## Vanjske poveznice
- HKPD Matija Gubec Tavankut  Arhivirana inačica izvorne stranice od 13. ožujka 2016. (Wayback Machine) Stranice posvećene prijašnjim članicama Likovne kolonije
- HKPD Matija Gubec Tavankut  Arhivirana inačica izvorne stranice od 4. veljače 2014. (Wayback Machine) Smjerom putokaza 1966., emisija Televizije Zagreb, govore Ana Milodanović i Cilika Dulić (datoteka veličine 896 KB, srednja kvaliteta zapisa)
- HKPD Matija Gubec Tavankut  Arhivirana inačica izvorne stranice od 4. veljače 2014. (Wayback Machine) Slika Ane Milodanović: "Žetva", slama, 1967.
- HKPD Matija Gubec Tavankut  Arhivirana inačica izvorne stranice od 3. travnja 2016. (Wayback Machine) Slika Ane Milodanović: "Sveta obitelj", slama, 1976.
- HKPD Matija Gubec Tavankut  Arhivirana inačica izvorne stranice od 3. travnja 2016. (Wayback Machine) Slika Ane Milodanović: "Ampa", slama, 1966.